# Travis Aaron Wade
Travis Aaron Wade (* 27. September 1975 in Los Angeles, Kalifornien) ist ein US-amerikanischer Schauspieler.

## Leben und Karriere
Travis Aaron Wade wurde als Sohn einer aus England stammenden Mutter in Los Angeles geboren und wuchs später in der Stadt Glendora auf. Er besuchte die Charter Oak High School in Covina. Während seiner Schulzeit war er ein erfolgreicher Sportler und wurde in seinem letzten Jahr auf der High School zum Kapitän des Schul-Footballteams berufen. Nach dem Schulabschluss schloss er sich dem United States Marine Corps an, aus dem er 1997 ehrenhaft entlassen wurde. Als er zurückkehrte, begann er Schauspielunterricht zu nehmen und studierte anschließend am Citrus College in seiner Heimatstadt, das er mit Masterabschlüssen in Strafrecht und Theater abschloss.
Im Jahr 2002 gab Wade mit dem Film Local Boys sein Schauspieldebüt vor der Kamera. Bald darauf wurde er in Gastrollen in den Serien Navy CIS, Miracles und Alias – Die Agentin besetzt. 2005 erhielt er eine kleine Rolle im Film Krieg der Welten von Regisseur Steven Spielberg. Darauf folgten Serienauftritte in Welcome, Mrs. President, Cold Case – Kein Opfer ist je vergessen, The Closer, Criminal Minds, CSI: Vegas, Alcatraz, Rizzoli & Isles, Vegas, Navy CIS: L.A. und Touch. 2014 war er als Det. Devlin im Thriller Der Auftrag – Für einen letzten Coup ist es nie zu spät! zu sehen. Von 2014 bis 2015 war er als Cole Trenton in einer wiederkehrenden Rolle in der Serie Supernatural zu sehen. Seitdem trat er vor allem in Independentfilmen auf.
Wade gibt seit dem Jahr 2008 Schauspielunterricht in Vietnam. Er gründete zusammen mit Geschäftspartnern im Jahr 2010 die Firma Arm The Animals, die Kleidung herstellt, deren Erlöse Tieren in Not zugutekommen. Darüber hinaus war er 2014 als Produzent an der Dokumentation Extinction Soup beteiligt, die den Rückgang der Haipopulation thematisierte.

## Filmografie (Auswahl)
- 2002: Local Boys
- 2003: Navy CIS (NCIS, Fernsehserie, Episode 1x05)
- 2003: Miracles (Fernsehserie, Episode 1x08)
- 2003: Alias – Die Agentin (Alias, Fernsehserie, Episode 3x08)
- 2005: Krieg der Welten (War of the Worlds)
- 2005: Welcome, Mrs. President (Fernsehserie, Episode 1x03)
- 2007: Cold Case – Kein Opfer ist je vergessen (Cold Case, Fernsehserie, Episode 4x19)
- 2007: Jekyll
- 2008: Pig Hunt
- 2009: The Closer (Fernsehserie, Episode 4x15)
- 2009: Criminal Minds (Fernsehserie, Episode 5x04)
- 2010: Wreckage
- 2011: CSI: Vegas (CSI: Crime Scene Investigation, Fernsehserie, Episode 11x18)
- 2011: The Bad Penny
- 2011: Torchwood (Fernsehserie, 2 Episoden)
- 2012: Alcatraz (Fernsehserie, Episode 1x08)
- 2012: Rizzoli & Isles (Fernsehserie, Episode 3x03)
- 2012: Scent of the Missing (Fernsehfilm)
- 2012–2013: Navy CIS: L.A. (NCIS: Los Angeles, Fernsehserie, 2 Episoden)
- 2013: Vegas (Fernsehserie, Episode 1x14)
- 2013: Touch (Fernsehserie, Episode 2x11)
- 2013: One Candle One Man
- 2014: Der Auftrag – Für einen letzten Coup ist es nie zu spät! (The Forger)
- 2014–2015: Supernatural (Fernsehserie, 4 Episoden)
- 2015: Criminal Activities
- 2016: Blue Jay
- 2018: Living Among Us
- 2019: The Last Full Measure
- 2020: The Serpent